# Jan Hendrik Schön
Jan Hendrik Schön, född augusti 1970 i Verden, Tyskland, är en tysk fysiker som ertappades med att ha förfalskat forskningsresultat. Schön-skandalen skapade stor debatt inom forskningsvärlden om vilket ansvar medförfattare och granskare till vetenskapliga rapporter har. Schöns forskningsområden var nanoteknik och solid state fysik.

## Karriär och vetenskapligt arbete
Schön utexaminerades 1988 från Bundesgymnasium i Feldkirch, Österrike. Han studerade fysik vid Konstanz universitet, där han tog sitt diplom 1993. År 1997 disputerade han vid Konstanz universitet under handledning av solcellsexperten Ernst Bucher om Nutzbarmachung von Kupfergalliumdiselenid zur Herstellung von Solarzellen. 
I slutet av 1997 flyttade han till Bertram Batloggs arbetsgrupp i Bell Laboratories och arbetade tillsammans med kristallodlaren Christian Kloc. Han forskade om nanoteknik med organiska halvledare.
År 2001 publicerade han i genomsnitt en artikel var åttonde dag, 17 av dem i tidskrifterna Nature och Science. I dessa rapporterade han många banbrytande resultat, såsom fullerenbaserade högtemperatursupraledare och en transistor bestående av endast en molekyl. Max Planck Institute for Solid State Research i Stuttgart hade för avsikt att utse honom till den yngsta direktören hittills.
År 2011 anställdes Schön som ingenjör på ett kemiföretag.

### Anklagelser och konsekvenser
År 2001 började vissa fysiker uttrycka tvivel om olika publikationer av Schön, eftersom publicerade mätdata verkade för exakta när det gäller mätnoggrannhet och några av Schöns påståenden motsade allmänt accepterade fysiska resultat. I mer detaljerade undersökningar upptäcktes senare att Schön hade publicerat delvis identiska mätningar på helt olika experiment. Dessutom skapade han "mätserier" genom datorsimulering, men detta erkändes först efter att de andra förfalskningarna blev kända.
Den 21 september 2002 kom Bell laboratories i en undersökningskommission fram till att Schön gjort sig skyldig till vetenskaplig oredlighet i 16 publikationer genom att förfalska mätdata.
Lucent Technologies (ägare av Bell Laboratories) avskedade honom sedan utan förvarning. Detta var det första fallet av ett känt vetenskapligt bedrägeri på Bell Labs. Max Planck-sällskapet avsade hans utnämning, flera priser återlämnades (Braunschweigpriset 2001) eller återkallades (Otto Klung Weberbank-priset 2001). Flera artiklar drogs tillbaka, några mot Schöns vilja. Den 31 oktober 2002 drog tidskriften Science tillbaka totalt åtta publikationer skrivna av Schön, medan tidskriften Nature drog tillbaka sju sådana publikationer den 5 mars 2003.
Schön medgav att uppgifterna i många av dessa verk var felaktiga. Han hävdade dock att förväxlingarna hade skett av misstag. Ändå medgav han att han hade "justerat" vissa data för att ge tydligare bevis på vad han faktiskt hade observerat i sina experiment. Han fortsatte att hävda att hans experiment var funktionellt och att han inte fuskade.
Forskare vid TU Delft och IBM Thomas J. Watson Research Center kunde inte bekräfta Schöns resultat i liknande experiment. 

## Falska publikationer
Bland annat drogs följande publikationer tillbaka:
- J. H. Schön, S. Berg, Ch. Kloc, B. Batlogg: Ambipolar pentacene field-effect transistors and inverters. Science 287, 1022 (2000).
- J. H. Schön, Ch. Kloc, R. C. Haddon, B. Batlogg: A superconducting field-effect switch. Science 288, 656 (2000).
- J. H. Schön, Ch. Kloc, B. Batlogg: Fractional quantum Hall effect in organic molecular semiconductors. Science 288, 2338 (2000).
- J. H. Schön, Ch. Kloc, A. Dodabala-pur, B. Batlogg: An organic solid state injection laser. Science 289, 599 (2000).
- J. H. Schön, A. Dodabalapur, Ch. Kloc, B. Batlogg: A light-emitting field-effect transistor. Science 290, 963 (2000).
- J. H. Schön, Ch. Kloc, H. Y. Hwang, B. Batlogg: Josephson junctions with tunable weak links. Science 292, 252 (2001).
- J. H. Schön, Ch. Kloc, B. Batlogg: High-temperature superconductivity in lattice-expanded C60. Science 293, 2432 (2001).
- J. H. Schön, H. Meng, Z. Bao: Field-effect modulation of the conductance of single molecules. Science 294, 2138 (2001).
- J. H. Schön, Ch. Kloc, B. Batlogg: Superconductivity at 52K in hole-doped C60. Nature 408, 549–552 (2000).
- J. H. Schön et al.: Gate-induced superconductivity in a solution-processed organic polymer film. Nature 410, 189–192 (2001).
- J. H. Schön, H. Meng, Z. Bao: Self-assembled monolayer organic field-effect transistors. Nature 413, 713–716 (2001).
- J. H. Schön et al: Superconductivity in single crystals of the fullerene C70. Nature 413, 831–833 (2001).
- J. H. Schön et al: Superconductivity in CaCuO2 as a result of field-effect doping. Nature 414, 434–436 (2001).

I undersökningskommissionens slutrapport klassificerades andra artiklar som misstänkta.

## Återkallad doktorsexamen
I juni 2004 drog Konstanz universitet tillbaka Schöns doktorsexamen på grund av "ovärdigt beteende". Detta var ovanligt i och med att doktorsavhandlingens ärlighet i sig själv inte ifrågasattes, men grundade sig på en passus i Baden-Württemberg universitets regelverk, som dittills knappt varit känt, enligt vilket titeln kan dras tillbaka, "om innehavaren har visat sig vara ovärdig gradens status vid hans senare uppförande". Universitetet anförde också Schöns tjänstefel som forskare i USA. Schön vidtog rättsliga åtgärder mot återkallandet av doktorsexamen i flera år, men avvisades slutligen av den federala förvaltningsdomstolen, som avslog stämningen den 31 juli 2013. Således blev återkallandet av doktorsexamen juridiskt bindande. Ett författningsklagomål mot domen godtogs inte för beslut av den federala författningsdomstolen.